# IAI Nesher
IAI Nesher (נשר hebreiska för gam) är ett israeliskt jakt- och attackflygplan baserat på den franska Dassault Mirage 5. Förutom i israelisk tjänst har flygplanet också använts av det argentinska flygvapnet under den lokala benämningen Dagger. De argentinska flygplanen deltog i Falklandskriget, medan de i israelisk tjänst deltagit bland annat i Jom Kippur-kriget. De argentinska planen har numera uppgraderats till IAI Finger.

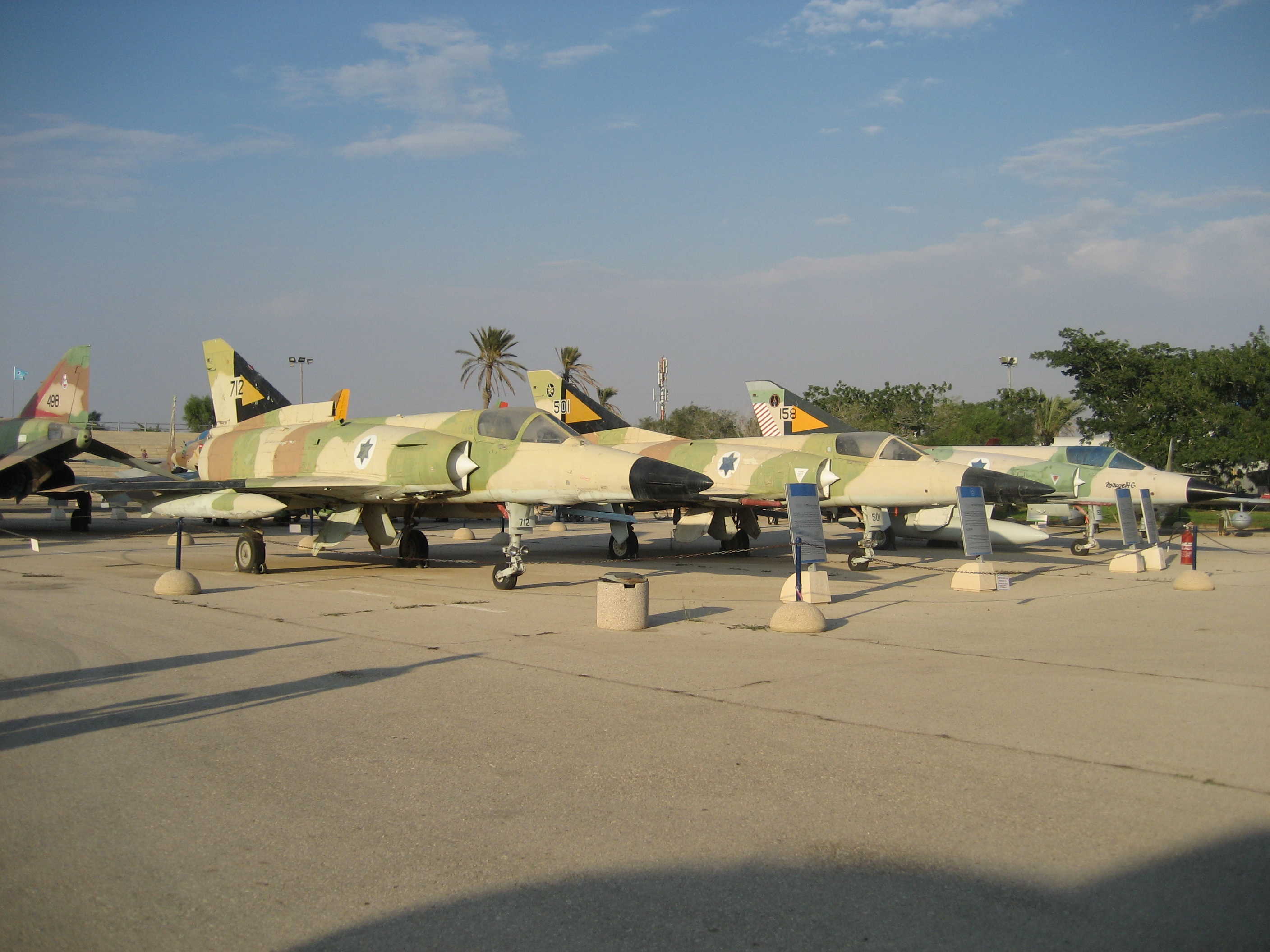
Nesher S '501' i mitten med prototypen till IAI Kfir på ena sidan och en Dassault Mirage IIICJ på den andra sidan. Kfir-prototypen '712' är också en ombyggd Nesher.

## Bakgrund
Israel var en av de första exportkunderna av Dassaults Mirage III när de köpte Mirage IIICJ i början av 1960-talet. I händerna på erfarna piloter skördade Miragerna stora framgångar, och visade sig även kunna mäta sig med MiG-21, det modernaste sovjetiska jaktplanet. Dassault kunde också dra nytta av de israeliska luftsegrarna i sina försök att exportera planet även till andra länder.
Mirage III var ett utpräglat jaktplan, men användes i israelisk tjänst även för attackuppdrag. I mitten av 1960-talet meddelade israelerna Dassault att man var intresserad av en attackversion av planet. Tanken var att planet skulle sakna radar, och istället ha en del av avioniken flyttad från flygkroppen till nosen. Det tomma utrymmet skulle användas till extra bränsle. Dassault tog fram en ny version av Mirage III enligt det här konceptet, och döpte planet till Mirage 5.
Mirage 5 hade 3,5 ton bränsle i motsats till Mirage IIICJ som hade 2,5 ton, vilket innebar en betydande ökning av räckvidd. Israelernas bedömning var att den extra räckvidden var viktigare än radarn, speciellt då dåligt flygväder inte var lika allmänt förekommande i Israel som i Frankrike. Tack vare avsaknaden av radar blev Mirage 5 dessutom billigare, vilket israelerna såg som viktigt då de var omgivna av fientligt inställda länder och i vilket fall som antagligen skulle bli tvungna att slåss ur numerärt underläge.
Israeliska flygvapnet beställde femtio flygplan, av vilka trettio redan var betalade när Charles de Gaulle införde ett vapenembargo i samband med Sexdagarskriget. Tack vare en lyckad operation utförd av den israeliska underrättelsetjänsten Mossad lyckades däremot israelerna få tag på de näst intill kompletta ritningarna och kunde börja serietillverka flygplanet utan fransk hjälp. En schweizisk ingenjör vid namn Alfred Frauenknecht dömdes i samband med affären till fyra och ett halvt års fängelse för att ha försett Mossad med sammanlagt 200 000 ritningar som berörde planets Atar 9C-motor.
Vissa källor hävdar att det aldrig förekom något industrispionage bakom Nesher, utan att Dassault med tyst medgivande från den franska regeringen sände omonterade flygplan till Israel där de monterades ihop under övervakning av amerikanska experter. Andra nämner inte någon amerikansk inblandning, men utelsuter inte att Dassault kan ha samarbetat med israelerna, att Dassault tillverkat delar av planen medan IAI tillverkat resten, eller att Dassault i hemlighet försåg israelerna med ritningarna till själva flygplanet, men att ritningarna till motorn erhölls genom industrispionage.
Den 21 mars 1971 flög den första israeliska flygplanet, och de första leveranserna till flygvapnet ägde rum redan i maj samma år. Sammanlagt 51 ensitsiga Nesher S och tio tvåsitsiga Nesher T tillverkades innan produktionen avslutades 1974. Då Mirage III och Mirage 5 var baserade på samma skrov med endast små modifieringar har det också spekulerats i att innan den egentliga serietillverkningen skulle IAI ha konverterat en Mirage IIICJ till Nesher-standard. Det är i såna fall oklart om detta plan räknas in i serien om 51 nytillverkade flygplan eller inte.
Ett fåtal Nesher byggdes senare om av IAI. Nummer 88 försågs med motorn General Electric J79 under beteckningen Ra'am, men förstördes 1975 i en flygolycka. Flygplan nummer 12 byggdes då om till den mer avancerade prototypen, nu under den slutliga beteckningen IAI Kfir. Det har spekulerats i att ett antal Nesher T skulle ha sålts till Sydafrika där de byggts om till Atlas Cheetah-standard, men detta har inte bekräftats.
Trots planets relativt korta karriär i israelisk tjänst räknas det som en milstolpe för den israeliska flygplansindustrin då det var det första moderna jaktplan att serietillverkas i landet och senare ledde fram till den framgångsrika IAI Kfir.

## Beskrivning
Nesher är ett jakt- och attackflygplan med begränsad allvädersförmåga. Planet är baserat på Dassault Mirage 5, och skiljer sig endast i användandet av Martin-Baker zero-zero raketstolar och viss israelisk avionik. Flygplanet är deltavingat utan stabilisator, och drivs av en Atar 9C enkelströmsmotor med efterbrännkammare. Planet har en inre beväpning bestående av två 30 mm DEFA automatkanoner, och har fem vapenbalkar. Nesher saknar radar. På utsidan är planet mycket likt Mirage III, men har en lägre stjärtfena än denna.

## I tjänst

### Israel
Planet kom i israelisk tjänst 1971, och tjänstgjorde både i blandade förband med Mirage IIICJ och i renodlade förband. De israeliska piloterna var till en början aningen skeptiskt inställda till planet, främst dess något sämre manöverförmåga jämfört med Mirage IIICJ, men uppskattade även den klart längre räckvidden och möjligheten att bära nya jaktrobotar. I motsats till Nesher flögs Mirage IIICJ ofta med två 500 liters fälltankar, och i de konfigurationerna var Nesher det mer manövrerbara planet. Den israeliska försvarsmakten hemligstämplar mycket information som berör flygvapnet, inklusive förbandsbeteckningar, varför detta avsnitt innehåller en del information av osäker sanningshalt.
Den 8 januari 1973 eskorterade fyra Neshers en grupp F-4E Phantom II som anföll mål i Syrien. Syriska MiG-21:or anföll formationen, och i den efterföljande luftstriden sköts sex syriska plan ner, två av segrarna tillskrevs Nesher-planen. Det var de första luftsegrarna för flygplanstypen.
Samma höst anföll Egypten och Syrien överraskande Israel i Jom Kippur-kriget. Åtminstone tre, eventuellt fyra, divisioner hade fyrtio Nesher operativa vid krigsutbrottet. Trots att planet tagits fram som en attackversion av Mirage III sattes de i huvudsak in som jaktplan medan F-4E Phantom II och A-4 Skyhawk användes som attackplan. Förbanden hade stora framgångar i kriget. Enligt en källa fick 101:a divisionen 59 segrar, inklusive en robot som avfyrats mot Tel Aviv av en egyptisk Tupolev Tu-16. De egna förlusterna uppgick enbart till fyra flygplan. Enligt en annan källa var det den 111:e divisionen som var det främsta Nesher-förbandet med 40 segrar utan egna förluster. Libyiska stridsflygare stred på den egyptiska sidan utrustade med Mirage 5, vilket ledde till att de israeliska Nesher och Mirage-planen fick stora orangea trianglar målade på vingarna.
Jom Kippur-kriget innebar höjdpunkten av Nesherns relativt korta karriär israelisk tjänst, och den 29 april följande år erhåller flygplanstypen sin sista luftseger när Herzl Bodinger skjuter ner en MiG-21. Det är Bodingers femte nerskjutning, och han blir följaktligen även flygaräss. Av de sammanlagt 52 flygaräss som tjänstgjort i israeliska flygvapnet har inte mindre än tjugo fått åtminstone en av sina segrar som Nesher-pilot, inklusive Giora Aven (17 segrar) och Avram Shalom (17,5 segrar). Sammanlagt har Nesher vunnit över 100 segrar i israelisk tjänst, merparten under Jom Kippur-kriget.
IAI hade tillsammans med det israeliska flygvapnet ytterligare vidareutvecklat Miragen, den här gången mer radikalt genom att utrusta planet med den kraftigare General Electric J79-motorn som bland annat satt i F-4 Phantom II, förse planet med en israelisk radar och öka antalet balkplatser. Resultatet blev IAI Kfir, och 1975 började 101 divisionen konvertera till Kfir. Under de följande åren konverterade flera förband till Kfir, vilket gjorde att Nesher-planen blev överflödiga. 1978 såldes 26 plan till Argentina, och två år senare såldes ytterligare ett antal flygplan vilket ökade antalet flygplan i argentinsk tjänst till 39 plan, av vilka fyra var tvåsitsiga. 1981 togs de sista israeliska planen ur tjänst. Detta innebär att de israeliska förlusterna högst kan ha uppgått till aderton flygplan.

### Argentina
I samband med oroligheterna mellan Chile och Argentina rörande gränsdragningen i Beaglekanalen 1978 köpte Argentina 26 flygplan av Israel. Planen hade tjänstgjort i det israeliska flygvapnet och blev genomgångna av IAI innan försäljningen. Samtliga plan hade levererats inom ett halvt år, och gick under namnet Dagger i argentinsk tjänst, där de ensitsiga planen benämndes Dagger A och de tvåsitsiga Dagger B. Beteckningen Mirage M-5 Dagger förekommer också. 1980 skrevs ett nytt avtal, och ytterligare 13 flygplan levererades tillsammans med reservdelar, robotar och en simulator. Planen löd under Grupo 6 de Caza, och baserades inledningsvis i Tandil. Senare grupperades planen i två förband, det ena baserat i Rio Gallegos och det andra i San Julian.
När Falklandskriget inleddes 1982 var Dagger en av de viktigaste flygplanstyperna i tjänst i det argentinska flygvapnet. En Dagger A och en Dagger B hade förlorats i separata incidenter, men 37 flygplan var fortfarande operativa. Det visade sig inte vara möjligt att basera planen på själva öarna då flygfältet i Port Stanley hade en för kort bana, varför alla uppdrag flögs från fastlandet. Flygvapnets Mirage III kunde inte effektivt operera över öarna, men tack vare sin större bränslemängd kunde Dagger göra det. Den ursprungliga tanken hade varit att Mirage III och Dagger-planen skulle säkra luftherravälde över öarna, men redan de första sammanstötningarna den första maj visade att kombinationen av Mirager och Daggers som jaktplan och A-4 Skyhawks som attackplan inte skulle fungera lika bra över Sydatlanten som den gjort över Israel nio år tidigare. Brittiska Sea Harriers sköt snabbt ner två Mirage III utan egna förluster.
Samma dag genomfördes också det första anfallet mot brittiska fartyg av Dagger-planen. Tre flygplan utrustade med två 250 kg bomber och två 1 300 liters fälltankar på var anföll en formation bestående av fregatterna HMS Arrow och HMS Alacrity och jagaren HMS Glamorgan. Inga bomber träffade, men Alacrity och Glamorgan fick lätta skrovskador av nära missar och Arrow träffades av elva stycken 30 mm granater i överbyggnaden nära skorstenen. Av de sju Daggers som flög eskort blev ett plan nerskjutet av en Sea Harrier över Falklandsöarna. Efter den här attacken den första maj lugnade det ner sig för ett par dagar.
I samband med anfallet mot HMS Sheffield den 4 maj flög Dagger plan eskort åt KC-130 planen som lufttankade Super Etendard planen som utförde själva anfallet med sina Exocet-robotar. I övrigt var tiden fram till landstigningen vid San Carlos Bay den 21 maj relativt lugn då dåligt väder.
Under det så kallade slaget om San Carlos 21 till 27 maj utförde Dagger-planen sammanlagt 47 eskort- och attackuppdrag. Sammanlagt förlorade man nio flygplan och tre piloter, av vilka sex stycken kom från två treplansgrupper där britterna sköt ner varje plan. Till det kom att flera Daggers fick mindre skador av splitter och finkalibrig eld, vilket gjorde att de tillfälligt måste tas ur bruk. I gengäld lyckades man träffa fregatten HMS Ardent med två bomber, varav den ena inte exploderade, och jagaren HMS Antrim med en bomb, som inte heller den exploderade. Bägge fartygen blev tvungna att söka sig in på skyddat vatten för att desarmera bomberna, och var därför tillfälligt försatta ur stridbart skick. Dessutom skadades bland annat fregatten HMS Brilliant och ett par landstigningsfartyg lätt när de besköts med automatkanoner i samband med anfallen. Brittiska markförband baserade runt området anfölls också, men med klent resultat.
Till följd av en ny period av dåligt väder förekom nästan inga flyguppdrag fram till den 29 maj. Sammanlagt sex flygplan deltog den dagen i två olika uppdrag till San Carlos, men ingendera kunde hitta några mål. Ett flygplan tvingades avbryta redan innan målområdet, medan ett annat sköts ner av det brittiska luftvärnet med en Rapier-robot. Den 4 juni anfölls markförband grupperade runt Mount Kent, och följande dag genomfördes två händelselösa spaningsuppdrag där inga brittiska skepp siktades.
Den 8 juni nåddes argentinarna av uppgifter om en andra brittisk landstigning, den här gången närmare Port Stanley. Efter de svåra förlusterna över San Carlos där formationerna kommit in enskilt beslöt man att utnyttja det faktum att britterna inte förmådde ha många Sea Harriers i luften samtidigt. Ifall de patrullerande planen kunde luras iväg från målområdet var chansen stor att attackplanen skulle mötas endast av luftvärn. En relativt stor operation som inkluderade Mirager och Daggers som gjorde en avledande manöver i riktning mot San Carlos, sex Daggers utrustade med fälltankar och 250 kg Mk 82-bomber och en Learjet som agerade stigfinnare sattes upp. Ett av attackformationens plan kolliderade med en fågel och blev tvunget att avbryta till följd av sprickor i vindrutan, men de övriga fem leddes av Learjeten med dess överlägsna navigationsutrustning till en punkt sydväst om öarna, varifrån Dagger-planen fortsatte på egen hand. Till följd av att vädret blev sämre med snö och regnskurar kom formationen aningen ur kurs, men av en slump stötte man på fregatten HMS Plymouth som var på väg till San Carlos efter att ha ägnat sig åt kustbeskjutning. I det efterföljande anfallet träffades fartyget av fem av de åtta bomber som fälldes, men ingen av bomberna detonerade. Däremot började fartyget brinna akterut efter att 30 mm granater fått en sjunkbomb att explodera. Fartyget tog in vatten och fick en 6° slagsida, men i motsats till vad de argentinska piloterna trodde sjönk HMS Plymouth inte, utan tog sig för egen maskin till San Carlos. Endast ett Dagger-plan fick lätta skador.
Den 13 juni var läget kritiskt för de argentinska styrkorna, och det argentinska flygvapnet utfärdade en order att alla tillgängliga flygplan skulle slå till mot brittisk trupper runt Port Stanley. Sammanlagt fyra formationer bestående av tre plan var sattes upp av Dagger-förbanden, men med mycket magert resultat. Sammanlagt fyra flygplan blev tvungna att avbryta till följd av tekniska problem. Ytterligare två stötte på en brittisk helikopter som de anföll med 30 mm automatkanoner. Trots flera anfall lyckades de inte skjuta ner helikoptern, och de blev till slut tvungna att avbryta till följd av bränslebrist. Ingen av de återstående planen lyckades hitta målet, till följd av dåligt väder och patrullerande Sea Harriers.
Sammanlagt förlorade det argentinska flygvapnet elva Dagger-plan och fem piloter under Falklandskriget. Sea Harriers sköt ner nio av planen,  de två återstående sköts ner av en Seawolf-robot från en fregatt och en landbaserad Rapier-robot. Till det kom ett stort antal plan med lätta skador från splitter och lätt luftvärn. Efter de inledande jaktuppdragen var nästan alla uppdrag attackuppdrag, där Dagger-planen använde sin höga hastighet för att på låg höjd nå målområdet och lämna det innan Sea Harrier-planen hann ikapp. Flera flygplan jagades också av Sea Harriers utan att vara medvetna om det i samband med att de flög tillbaka mot Argentina efter utförda anfall. I regel ledde information från argentinsk stridsledning om att Sea Harriers var i närheten till att planen fällde sina bomber omedelbart och vände hem. Den vanligaste sättet att angripa de brittiska fartygen var en inflygning på extremt låg höjd för att bevara överraskningsmomentet. Själva anfallet utfördes i ett pass, och målet besköts ofta med automatkanoner innan bomberna fälldes. Till följd av den låga höjden exploderade flera fällda bomber inte, och ytterligare ett antal bomber fälldes inte till följd av problem med elsystemen i planen.
Efter kriget genomförde Aérea Material Rio Cuarto med hjälp av flera israeliska företag med IAI i spetsen ett uppgraderingsprogram där flera av systemen från Kfir C.7 infördes i Dagger-planen, inklusive en radar utvecklad av Elta. Däremot infördes inte den större J79-motorn eller canardvingen. De återstående 22 planen är fortfarande i tjänst i Grupo 6 under beteckningen Finger. Dessa flygplan är alltså numera över fyrtio år gamla, men utgör fortfarande en viktig del av det argentinska flygvapnets attackförmåga.

## Varianter
- Nesher S: Ensitsig jak- och attackvariant utan radar. Även beteckningen Nesher A förekommer.
- Nesher T: Tvåsitsig variant för avancerad flygträning och typinskolning. Även beteckningen Nesher B förekommer.
- Dagger A: Beteckning på upprustade Nesher S i argentinsk tjänst. Även beteckningen Mirage M-5 Dagger förekommer.
- Dagger B: Beteckning på upprustade Nesher T i argentinsk tjänst.
- Finger: Moderniserade Dagger plan med flera system från IAI Kfir men med Atar 9C-motor.

## Användare
- Israels flygvapen (1971 – 1981)
- Argentinas flygvapen (1978 – nutid)
- Sydafrikas flygvapen (fem såldes till Sydafrika, för konvertering till Cheetah D: dessa flygplan bar seriernummer 858 till 862)[20].

## Museiflygplan
Israeliska flygvapenmuseet i Hatzerim har den första serietillverkade Nesher S, nummer 501, samt den första Kfir-prototypen, nummer 712, utställd. Den senare var ursprungligen Nesher nummer 12.